# Triple-double
Triple-double är en basketterm och används när en spelare själv har gjort tvåsiffriga resultat i tre av dessa kategorier under en och samma match: poäng, returer, assists, steals och blockade skott.

## Exempel
- Larry Bird: 32 poäng, 12 assist, 11 returer, 4 bollstölder, 1 blockerat skott
- Yao Ming: 22 poäng, 3 assist, 16 returer, 2 bollstölder, 10 blockerade skott

## Flest triple-doubles i NBA genom tiderna
Lista över de 20 spelare med flest triple-doubles genom tiderna i National Basketball Association (NBA):
| ^ | Aktiv spelare                 |
| * | Spelare invald i Hall of Fame |

| Plats | Namn                    | År i NBA                        | Triple-doubles |
| ----- | ----------------------- | ------------------------------- | -------------- |
| 1     | Russell Westbrook^      | 2008–                           | 184            |
| 2     | Oscar Robertson*        | 1960–1974                       | 181            |
| 3     | Earvin "Magic" Johnson* | 1979–1991, 1996                 | 138            |
| 4     | Jason Kidd*             | 1994–2013                       | 107            |
| 5     | LeBron James^           | 2003–                           | 89             |
| 6     | Wilt Chamberlain*       | 1959–1973                       | 77             |
| 7     | Larry Bird*             | 1979–1992                       | 59             |
| 8     | James Harden^           | 2009–                           | 43             |
| 8     | Lafayette "Fat" Lever   | 1982–1994                       | 43             |
| 10    | Nikola Jokić^           | 2015–                           | 77             |
| 11    | Bob Cousy*              | 1950–1963, 1969–1970            | 33             |
| 12    | Rajon Rondo^            | 2006–                           | 32             |
| 13    | John Havlicek*          | 1962–1978                       | 31             |
| 14    | Grant Hill*             | 1994–2013                       | 29             |
| 15    | Michael Jordan*         | 1984–1993, 1995–1998, 2001–2003 | 28             |
| 16    | Clyde Drexler*          | 1983–1998                       | 25             |
| 16    | Ben Simmons^            | 2016–                           | 25             |
| 18    | Elgin Baylor*           | 1958–1971                       | 24             |
| 18    | Draymond Green^         | 2012–                           | 24             |
| 20    | Walt Frazier*           | 1967–1980                       | 23             |